# Posesión notoria del estado civil
La posesión notoria del estado civil es un medio de acreditar un estado civil, habitualmente, de hijo o de cónyuge. Consiste en hacer valer una situación de hecho frente a la sociedad para poder acceder a su reconocimiento oficial de Derecho.

## Tipos de posesión notoria

### Posesión del estado civil de hijo
Consiste en el tratamiento que el padre, la madre o ambos hayan hecho a cierto individuo como hijo suyo, tanto proveyéndole educación como presentándolo al resto de la sociedad en tal calidad y que esta misma así lo haya reconocido.

## Regulación por países

### Chile
En el ordenamiento chileno la posesión notoria está tratada a propósito de dos materias: Matrimonio (Título XVII Libro I del Código Civil, Art. 310) y de filiación (Título VIII Libro I del mismo cuerpo legal, Art. 200)

### Guatemala
En el ordenamiento jurídico guatemalteco se requiere que el presunto hijo haya sido tratado como tal por sus padres o los familiares de estos y que, además, concurra cualquiera de las circunstancias siguientes:
1. Que hayan proveído a su subsistencia y educación.
2. Que el hijo haya usado, constantemente y públicamente, el apellido del padre; y
3. Que el hijo haya sido presentado como tal en las relaciones sociales de la familia.
Art. 223 Código Civil.

### España
En la jurisprudencia española se le denomina "posesión de estado", y no es sólo una herramienta o requisito legal para interponer la correspondiente acción judicial, sino que el Tribunal Supremo ha determinado que el vínculo filiativo está determinado por su mera existencia, sirviendo evidentemente también para la convalidación legal de la misma. El Alto Tribunal determinó que el antiguo Código Civil establecía una rigurosidad extrema propia de "disposiciones odiosas" a causa de las antiguas "ideas sociales imperantes", pero flexibilizando en la actualidad su concurrencia.